# Пахомово (Владимирская область)
Пахомово — деревня в Петушинском районе Владимирской области России, входит в состав Пекшинского сельского поселения.

## География
Деревня расположена на берегу речки Нергель в 14 км на север от центра поселения деревни Пекша и в 30 км на северо-восток от райцентра города Петушки.

## История
В XVII — первой половине XIX века деревня являлась частью деревни Матренино с названием Пахомова Сторона. По писцовым книгам 1637 года деревня Матренино значилась в Матренинской волости.
В конце XIX — начале XX века деревня входила в состав Воронцовской волости Покровского уезда, с 1924 года — в составе Болдинской волости Владимирского уезда. В 1859 году в деревне числилось 37 дворов, в 1905 году — 37 дворов, в 1926 году — 35 дворов.
С 1929 года деревня входила в состав Подвязновского сельсовета Собинского района, с 1940 года — в составе Ларионовского сельсовета, с 1945 года — в составе Петушинского района, с 2005 года — в составе Пекшинского сельского поселения.

## Население
| 1859 | 1905 | 1926 |
| ---- | ---- | ---- |
| 246  | 186  | 160  |

| 1859 | 1905 | 1926 | 2002 | 2010 | 2021 |
| ---- | ---- | ---- | ---- | ---- | ---- |
| 246  | ↘186 | ↘160 | ↗183 | ↗205 | ↘101 |

## Инфраструктура
В деревне расположены фельдшерско-акушерский пункт, сельский дом культуры. 